# Marràqueix-Tensift-El-Haouz
La regió de Marràqueix-Tensift-El Haouz (en àrab: مراكش تانسيفت حاوز) era una de les setze regions en què està organitzat el Marroc abans de la reforma administrativa de 2015. Es troba al centre del país, i engloba una part de l'Alt Atles. La seva superfície és de 31.160 km², el que representa un 4,5% del territori marroquí, per a una població de 3.102.652 habitants. La seva capital és Marràqueix.
En 2015 es va instituir la nova regió de Marràqueix-Safi que reagrupa l'antiga regió de Marràqueix-Tensift-Al Haouz i les províncies de Safi i de Youssoufia, de l'antiga regió de Doukkala-Abda, amb capital a Marràqueix.

## Divisió administrativa
La regió comprèn una prefectura i quatre províncies:
- la prefectura de Marràqueix ;
- la província d'Al Haouz ;
- la província de Chichaoua ;
- la província d'El Kelâa des Sraghna ;
- la província d'Essaouira ;
- la província de Rehamna.

## Demografia
| 2.724.204                                  | 3.102.652 | 3.310.994 |
| 1994, 2004 : cens oficial ; 2007 : càlcul. |           |           |